# Юкімура Макото
Юкімура Макото (яп. 幸村誠 Юкімура Макото) — японський манґака. Народився 8 травня 1976 року в Йокогамі та навчався в Університеті мистецтв Тама. В якості манґаки дебютував у 2000 році з манґою «Блукальці», що публікувалась у журналі Morning, до цього працював помічником у манґаки Морімури Сіна. У 2010 році був гостем Міжнародного фестивалю коміксів в Ангулемі.

## Роботи
- «Блукальці» (грец. ΠΛΑΝΗΤΕΣ, яп. プラネテス). Випускалася у 2001—2005 роках. Науково-фантастична манга про збирачів космічного сміття.
- Sayōnara ga Chikai no de (яп. さようならが近いので, Сайонара га тікай но де, англ. For Our Farewell Is Near). Сингл для журналу Evening Magazine, випущений у 2005 році.
- «Сага про Вінланд» (яп. ヴィンランド･サガ, Вінрандо сага). Випускається із 2005 року. Історична манга про вікінгів, яка у 2012 році отримала премію Коданшя[8].